# Aname humptydoo
Aname humptydoo is een spinnensoort uit de familie Anamidae.
Aname humptydoo werd in 1985 beschreven door Raven.